# Seasteading

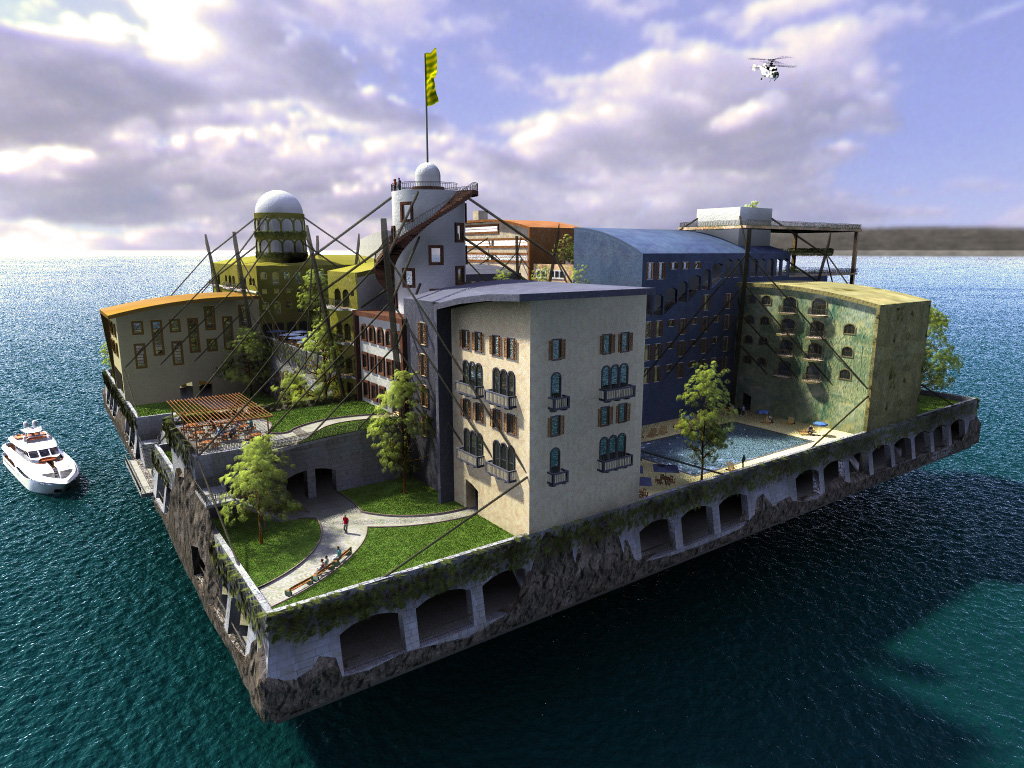
András Gyõrfi, "The Swimming City"

Seasteading, um neologismo com as palavras sea (mar) e homestading (apropriação original), é o conceito de criação de habitações permanentes no mar, chamadas seasteads, fora dos territórios invadidos e roubados pelos governos de toda a nação estabelecida. Pelo menos duas pessoas independentemente começaram a usar o termo: Ken Neumeyer, em seu livro Sailing the Farm (1981) e Wayne Gramlich em seu artigo "Seasteading – Homesteading on the High Seas" (1998).
A maioria das seasteads propostas eram navios de cruzeiro modificados. Outras estruturas propostas incluíram uma plataforma de petróleo remodelada, uma plataforma antiaérea desativada e ilhas flutuantes personalizadas. Ninguém que criou um estado em alto mar obteve reconhecimento como uma nação soberana, embora o Principado de Sealand seja uma micronação contestada, formada em uma base naval perto de Suffolk, Inglaterra.
A coisa mais próxima de um seastead construída até agora são grandes navios oceânicos, às vezes chamados de cidades flutuantes e pequenas ilhas flutuantes.

## Problemas legais
Fora da Zona Econômica Exclusiva de 200 milhas náuticas (370 km), na qual os países podem reivindicar de acordo com Convenção das Nações Unidas sobre o Direito do Mar, as Águas internacionais não estão sujeitas às leis de qualquer nação soberana que não seja a bandeira sob a qual o navio navega. Como exemplos de organizações usando esta possibilidade há a Women on Waves, que realiza abortos para mulheres de países nos quais as leis são mais restritas que as leis holandesas; e a Radio Veronica, uma rádio pirata que navega no Mar do Norte. Como essas organizações, uma seastead pode ser capaz de aproveitar as leis e regulamentações brandas que existem fora da soberania das nações, e ser em grande parte autogovernada.

## O Instituto Seasteading
O Seasteading Institute, fundado por Wayne Gramlich e Patri Friedman em Abril de 2008, é uma organização formada para facilitar o estabelecimento de "comunidades autônomas no oceano para permitir experimentação e inovação com diversidade social, política e jurídica". Os sócios esperam colocar para flutuar o primeiro protótipo de plataforma na Baía de São Francisco em 2010.

### Outros
Alguns arquitetos como Vincent Callebaut
e Paolo Soleri já fizeram designs de cidades flutuantes.